# August Milbrecht

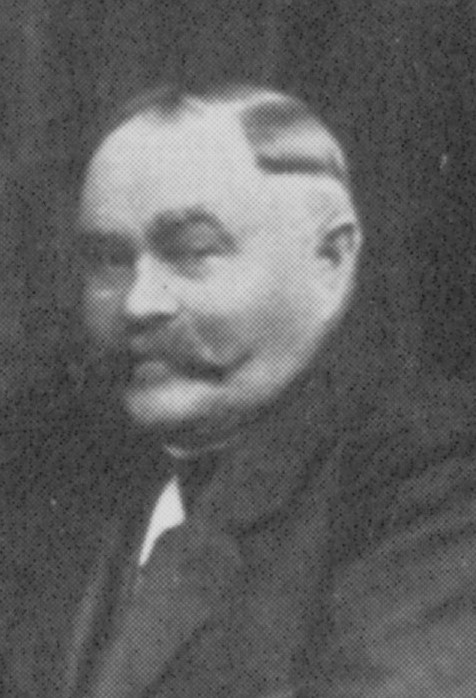
August Milbrecht, um 1930

August Milbrecht (litauisch Augustas Milbrechtas) (* 14. April 1864 in Robkojen im Kreis Tilsit; † 12. April 1942) war ein Landwirt und Politiker im Memelgebiet. 

## Leben
Milbrecht besuchte 1871 bis 1878 die Volksschule und arbeitete danach bis 1884 auf dem Hof seines Vaters. 1884 bis 1886 leistete er Militärdienst. 1891 übernahm er den elterlichen Hof und lebte als Landwirt in Robkojen, wo er 1898 bis 1910 Bürgermeister war. Er war Mitglied des Gemeindekirchenrates des Kirchspiels Rattkischken und erwarb sich Verdienste beim Bau der Kirche. 1892 heiratete er, der Ehe entstammten 11 Kinder.
Nach der Schlacht bei Gumbinnen (1914) wurden große Teile Ostpreußens von kaiserlich-russischen Truppen besetzt. Am 13. Dezember wurde sein Hof von russischen Truppen geplündert und seine Familie gefangen genommen. Nach drei Monaten kehrten sie zurück. Nach der Rückeroberung durch deutsche Truppen erfolgte der Wiederaufbau des Hofes.
Nach dem Krieg engagierte er sich in der Memelländischen Landwirtschaftskammer und der Memelländischen Landwirtschaftspartei. Für diese wurde er im Wahlkreis Memelland 1926 in den Seimas gewählt. Im Parlament gehörte er dem Land- und Forstwirtschaftsausschuss an.